# 大藤 (菓子)
株式会社大藤（だいとう）は、おみやげ用を中心とする菓子会社。

## 概要
1954年11月3日創業。1959年4月9日に有限会社大藤となり法人化。1987年11月に株式会社に組織変更している。
創業当初は台東区浅草寿町に本社を構えていたが、1965年に荒川区西日暮里に移転。2000年7月に現在地に新社屋が建てられ、2002年11月より同地に本社機能を移し現在に至る。
現職の自由民主党総裁をキャラクターにした商品を販売してメディアに取り上げられるなど、ユニークなおみやげを製造・販売していることで有名。
2010年10月に、米粉をわずか（0.004%）しか使用していないにもかかわらず「純米クッキー」という名称でクッキーを販売したとして、消費者庁から再発防止などを求めた不当景品類及び不当表示防止法（景品表示法）に基づく措置命令を受けた。

## 主な商品
- 10円まんじゅう 江戸うさぎ
- ご当地チップス
- おすましピーちゃん物語

### 萌える東京土産 Maid in Tokyo
- 秋葉王（みかんサブレ）
- 萌えたんルーレット
- おでんカレー
- Maid in Tokyo チーズケーキ/チョコクランチ
- もえたん 真夜中のおやつ 〜Midnight snack〜
- らき☆すた煎餅 らき☆せん/らき☆すた いちごケーキ/らき☆すた こなたのチョココロネ風クッキー

など

### 自民党政治家シリーズ
大藤が政治家を扱った最初の菓子は、2001年に発売された「ガンバレ純ちゃんの好景気まんじゅう」である。2007年に発売された「晋ちゃんまんじゅう」は同社史上最高の55万個を売り上げた。
2009年から2012年までの総選挙で自民党が下野していた期間中も、「よみがえれ! 自民闘」まんじゅうなどを販売した。
なお、民主党はじめその他の政党の政治家を扱った商品は「自民党に義理を欠く」と言う理由で製造していないが、2008年には小沢一郎にちなんだ「岩手の星！いっちゃんまんじゅう」に制作協力と言う形で参加している。
- ガンバレ純ちゃんの好景気まんじゅう
- 誕生! 晋ちゃんまんじゅう
- アッキーラッキークッキー
- やっくんのビンボーくじで福が来た!
- 太郎ちゃんの牛乳カステラ
- 太郎ちゃんの暴れまがり明太子せんべい
- よみがえれ! 自民闘まんじゅう
- 日はまた昇る 晋ちゃんまんじゅう
- 進次ろうる 抹茶小豆ロールケーキ
- 誕生！スガちゃんまんじゅうパンケーキ風味

など